# 八代町 (熊本県)
八代町（やつしろまち）は、熊本県の南部、八代郡にかつてあった町。

## 歴史
- 1889年4月1日 - 町村制が施行し、一町単独町政、八代町を設立。
- 1940年9月1日 - 太田郷町、植柳村、松高村と合併して八代市となる。

## 学校
- 八代町立代陽小学校（詳細な沿革は八代市立代陽小学校を参照のこと）